# دیلی سینکخراون
دیلی سینکخراون (هلندی: Daley Sinkgraven؛ زادهٔ ۴ ژوئیهٔ ۱۹۹۵) بازیکن فوتبال اهل هلند است.

## باشگاهی
از باشگاه‌هایی که در آن بازی کرده‌است می‌توان به هیرنفین، آژاکس و بایر لورکوزن اشاره کرد.